# Rauðhóll (kulle i Island, Suðurland, lat 63,99, long -18,08)
Rauðhóll är en kulle i republiken Island. Den ligger i regionen Suðurland, 190 km öster om huvudstaden Reykjavík. Toppen på Rauðhóll är 621 meter över havet. Rauðhóll ingår i Bárðarhnúkar.
Trakten runt Rauðhóll är nära nog obefolkad, med mindre än två invånare per kvadratkilometer. Det finns inga samhällen i närheten. Trakten runt Rauðhóll består i huvudsak av gräsmarker.